# Бевер (Граубюнден)
Бевер (ромш. Bever) — громада  в Швейцарії в кантоні Граубюнден, регіон Малоя.

## Географія
Громада розташована на відстані близько 195 км на схід від Берна, 45 км на південний схід від Кура.
Бевер має площу 45,8 км², з яких на 1,2% дозволяється будівництво (житлове та будівництво доріг), 15,3% використовуються в сільськогосподарських цілях, 15,1% зайнято лісами, 68,4% не є продуктивними (річки, льодовики або гори).

## Демографія
2019 року в громаді мешкало 607 осіб (-8% порівняно з 2010 роком), іноземців було 16,1%. Густота населення становила 13 осіб/км².
За віковим діапазоном населення розподілялося таким чином: 14,5% — особи молодші 20 років, 63,4% — особи у віці 20—64 років, 22,1% — особи у віці 65 років та старші. Було 311 помешкань (у середньому 1,9 особи в помешканні).
Із загальної кількості 305 працюючих 16 було зайнятих в первинному секторі, 100 — в обробній промисловості, 189 — в галузі послуг.